# Dieulivol
Dieulivol är en kommun i departementet Gironde i regionen Nouvelle-Aquitaine i sydvästra Frankrike. Kommunen ligger i kantonen Monségur som tillhör arrondissementet Langon. År 2022 hade Dieulivol 335 invånare.

## Befolkningsutveckling
Antalet invånare i kommunen Dieulivol
Referens:INSEE